# Mircea Ionescu-Quintus
Mircea Ionescu-Quintus (Herszon, Oroszország, 1917. március 18. – Ploiești, 2017. szeptember 15.) román politikus.

## Élete
1991. október 16. és 1992 között igazságügy-miniszter volt. 1993 és 2001 között a Nemzeti Liberális Párt elnökeként tevékenykedett. 2000. február 4. és november 30. között a román parlament felsőházának az elnöke volt.